# Choeroniscus minor
Choeroniscus minor — вид родини листконосові (Phyllostomidae), ссавець ряду лиликоподібні (Vespertilioniformes, seu Chiroptera).

## Середовище проживання
Країни поширення: Болівія, Бразилія, Колумбія, Еквадор, Французька Гвіана, Гаяна, Перу, Суринам, Венесуела. Знайдений в дощових лісах, болотах, плантаціях, гірських лісах. Висота проживання до 1300 м.

## Звички
Лаштує сідала в дуплах дерев групами до восьми особин. 

## Загрози та охорона
Вирубка лісу є проблемою, хоча це не серйозна загроза. Зустрічається у ряді природоохоронних територій по всьому ареалу.